# Trzebusz
Trzebusz [ˈtʂɛbuʂ] (tiếng Đức: Triebs)  là một ngôi làng thuộc khu hành chính của Gmina Trzebiatów, thuộc hạt Gryfice, West Pomeranian Voivodeship, ở phía tây bắc Ba Lan. Nó nằm khoảng 4 kilômét (2 mi)   phía bắc Trzebiatów, 21 km (13 mi) phía bắc Gryfice và 88 km (55 mi) về phía đông bắc của thủ đô khu vực Szczecin.
Làng có dân số 693.